# Rifugio Alevè
Il rifugio Alevè è un rifugio escursionistico situato nel comune di Pontechianale, nella Valle Varaita. Inaugurato nel 2008, dispone di 50 posti letto.

## Caratteristiche
Il rifugio, inaugurato nel maggio 2008, è stato ricavato dalla ristrutturazione di una ex casermetta preesistente.
Si trova nel comune di Pontechianale (CN), in frazione Castello, poco prima dell'ingresso del centro abitato. È posizionato appena a monte della strada provinciale che conduce al Colle dell'Agnello, ben visibile dalla stessa.
Il nome deriva dal Bosco dell'Alevè, che si estende a monte del rifugio. Il termine Alevè significa "bosco di pini cembri" in occitano.
È dotato di 47 posti letto disposti in 9 camere con letti a castello e servizi igienici in camera; una delle camere è predisposta per l'accoglienza di persone disabili.
Offre servizio di alberghetto, ristorante e bar.

## Accesso
Si può accedere direttamente in automobile, mediante la strada provinciale che conduce al Colle dell'Agnello. Il rifugio è dotato di ampio parcheggio.

## Ascensioni ed escursioni
Può costituire una base d'appoggio per tutta la zona occidentale del Monviso, compresa l'ascensione al Monviso stesso. Alcune cime raggiungibili comodamente in giornata dal rifugio sono:
- punta Malta - 2.995 m
- cima delle Lobbie - 3.015 m
- punta Trento - 2.970 m
- punta Dante - 3.166 m
- guglia delle Forciolline - 2.861 m

Per la sua posizione è inoltre un punto d'appoggio per numerose escursioni sul versante in destra orografica della valle Varaita di Chianale.
Di particolare interesse naturalistico, oltre che paesaggistico, l'escursione nel soprastante bosco dell'Alevè.

## Traversate
- Rifugio Bagnour
- Rifugio Vallanta
- Rifugio Quintino Sella al Monviso attraverso il passo di San Chiaffredo o il  passo delle Sagnette